# Fabrizio Moretti

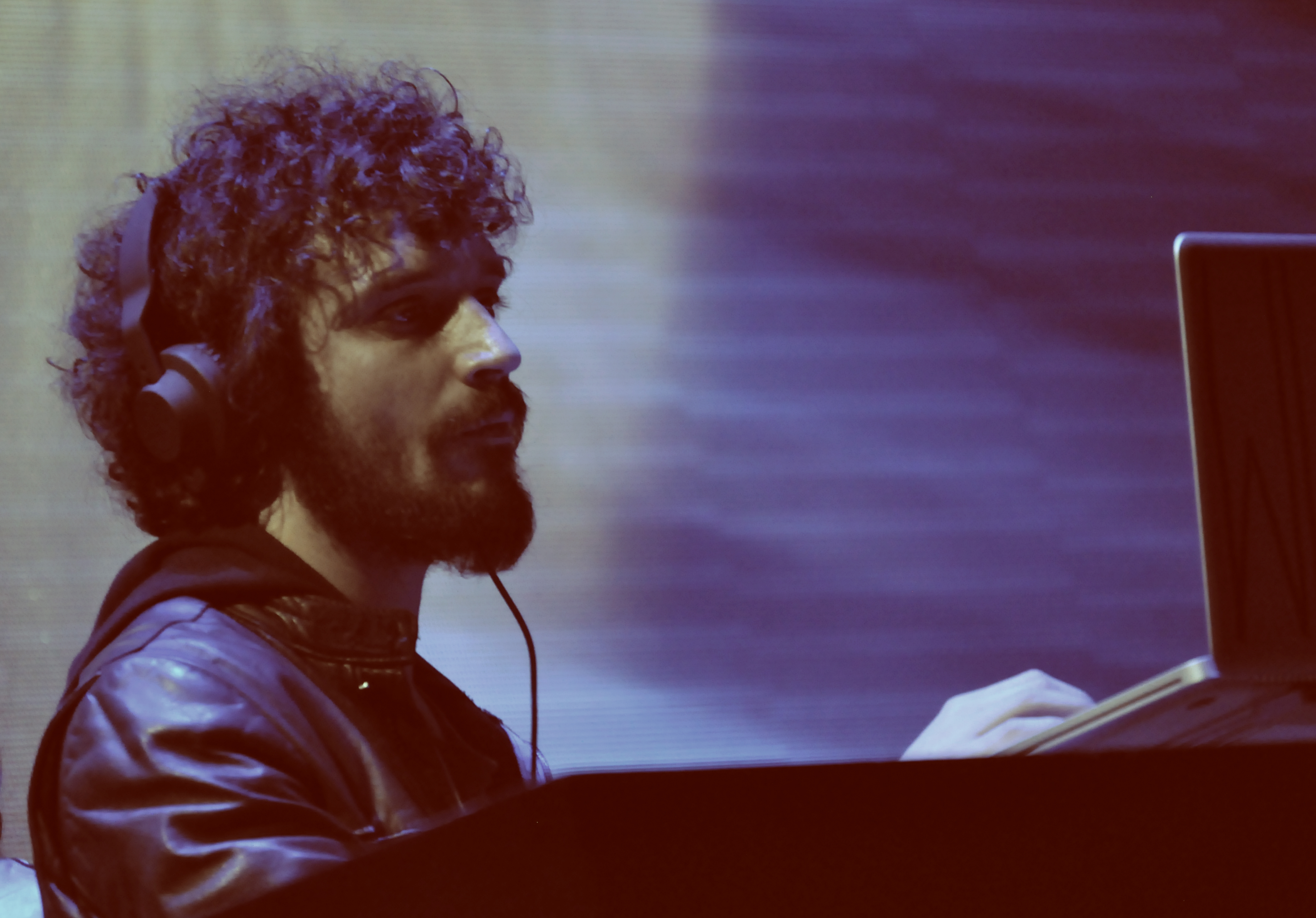
Fabrizio Moretti 2013.

Fabrizio "Fab" Moretti, född 2 juni 1980 i Rio de Janeiro, spelar trummor i rockgruppen The Strokes. 
Moretti är född i Brasilien och har en brasiliansk far och en italiensk mor. Han flyttade till New York som 4-åring och började spela trummor snart efteråt. 1999 bildade han The Strokes tillsammans med Julian Casablancas,
Nick Valensi, Albert Hammond Jr och Nikolai Fraiture. Han hade ett förhållande med Drew Barrymore i fem år (2002-2007).